# LP10
Albums de Muse
Will of the People
(2022)
Singles
1. Unravelling
Sortie : 20 juin 2025

LP10 est le titre provisoire du dixième album studio du groupe britannique Muse à paraître en 2026,. Il est le successeur de Will of the People, paru en 2022.
Le premier single issu de l'album, Unravelling, est publié le 20 juin 2025.

## Développement
Christopher Wolstenholme, bassite du groupe, évoque que Muse travaille sur la composition d'un nouvel album, dans une entrevue dans The Leona Graham Podcast, en février 2025. Il évoque une sortie de l'album pour l'année 2026. Il déclare dans ce même podcast que la fréquence des sorties des albums à venir s'espacera dans le temps pour cause "d'âge des membres du groupe" et la situation familiale de chacun.
Début juin 2025, Dan Lancaster, membre live du groupe depuis 2022, publie une série de photos sur Instagram, en compagnie de Christopher Wolstenholme et le producteur Aleks Von Korff au studio Abbey Roads.
Le premier extrait de l'album est à paraître le 20 juin 2025. Il s'agit du morceau Unravelling. Il est dévoilé pour la première fois sur scène le 12 juin 2025, lors du concert inaugural de la tournée européenne du groupe, à la Maison de la culture (Kulttuuritalo) d'Helsinki en Finlande. Il sera également interprété le 20 juin 2025, jour de la sortie, au festival du Hellfest.

## L'album

### Artworks (album et singles)
La pochette de l'album n'a pas encore été dévoilée.
La pochette du premier single, Unravelling, est un dessin dans le style manga de l'artiste brésilien Bruno Ferreira. Il s'agit d'une version d'une illustration de 2024 retravaillée pour le morceau. Elle représente une femme avec les cheveux rouge attachés se frappant la tête contre un miroir dans des toilettes publiques. Elle porte un bomber portant l'inscription japonaise «ほうかい» (Hōkai) qui se traduit en Français par «Effondrement» sur la manche. Son reflet est une silhouette rouge.

### Thèmes
Les thèmes ne sont actuellement pas connus

### Sonorités
Unravelling, premier extrait de l'album est un morceau aux sonorités électro et métal.

## Liste des pistes
La liste des pistes n'a pas été publiée à ce jour. Le premier titre connu est le morceau Unravelling.
Liste incomplète :
1. Unravelling